# Distretto di Bienne
Il distretto di Bienne (in francese; Biel in tedesco) si trovava nel Seeland ed è stato uno dei 26 distretti del cantone di Berna in Svizzera. Tenendo conto della superficie territoriale, si trattava del più piccolo distretto del canton Berna. Confinava con i distretti di Courtelary a nord, di Büren a est, di Nidau a sud e di La Neuveville a ovest. Comprendeva una parte del lago di Bienne.
Il distretto di Bienne era un distretto bilingue che contava circa 41% di francofoni e 59% di germanofoni, il capoluogo era la città di Bienne (Biel/Bienne). L'insieme dei 26 distretti bernesi era composto da 3 distretti interamente francofoni (Giura bernese), 1 distretto bilingue (distretto di Bienna) e 22 distretti germanofoni. Uno statuto speciale esiste per la minoranza francofona del distretto bilingue di Bienne e per i 3 distretti francofoni del Giura bernese. La maggioranza della popolazione è di religione protestante. Il distretto aveva una superficie di circa 25 km² e comprendeva due soli comuni, entrambi bilingui:
I suoi comuni sono passati alla sua soppressione al Circondario di Bienne.

## Comuni
| Comune  | Abitanti (2004) | Superficie in km² |
| ------- | --------------- | ----------------- |
| Bienne  | 50'295          | 21.60             |
| Evilard | 2330            | 3.70              |

## Fusioni
- 1900: Bienne, Vingelz → Bienne
- 1917: Bienne, Bözingen → Bienne
- 1920: Bienne, Madretsch (distretto di Nidau), Mett (distretto di Nidau) → Bienne